# Elkar
Elkar és una editorial basca amb seu al barri d'Igara de Sant Sebastià. Es va crear l'any 1977 per a obrir el camí a la publicació i la difusió de la cultura basca de la mà de Joan Mari Torrealdai i nombrosos activistes. L'editorial publica literatura, llibres de text i música.
Actualment, l'editorial Elkar forma part d'un grup d'empreses que es van unir com a part de la Fundació Elkar el 1997, que és la propietària de l'editorial, així com de Ttarttalo, Oihuka, Sua Edizioak, Elkar Banaketa i la xarxa de llibreries Elkar.

## Història
La llavor d'Elkar va ser Elkar Argitaletxea, una associació creada el 1972 a Iparralde com a segell editorial i segell discogràfic.
El 1974, es va inaugurar la llibreria associativa i distribuïdora Zabal. Dos anys després, els germans Jaka van obrir la llibreria Bilintx, al carrer Esterlines del centre històric de Sant Sebastià, dedicada a temes bascos, política, economia, revistes i material escolar.
Atès que amb la mort del dictador Francisco Franco la cultura basca va sortir de l'ambient de clandestinitat i marginació obligada fins aleshores, els llibres i els discos van poder arribar a les llibreries i les escoles d'arreu del País Basc. Amb tot, l'editorial es va reorganitzar el 1977 i els anys següents es va ampliar el servei de distribució a Bilbao (1978) i Pamplona (1982). L'any 1985 es van inaugurar les llibreries Xalbador a Pamplona, Etxepare-Bilintx a Bergara el 1986, Tolosa i Irun el 1989, i Urretxindor a Bilbao el 1990.
Reinvertint tots els beneficis obtinguts per l'empresa en la cultura basca, Elkar va aconseguir una sostinguda expansió any rere any. Més enllà de donar suport a nombrosos col·lectius bascos i esdeveniments culturals, la seva participació va ser important en la creació i consolidació de diverses institucions, com ara el periòdic Euskaldunon Egunkaria (1990), l'enciclopèdia Eusenor (1991) i la Fundació Klaudio Harluxet (1994).
El 20 de febrer de 2003, Joan Mari Torrealdai, que era membre del patronat de la Fundació, va ser detingut juntament amb altres activistes bascos en el marc de l'operació engegada pel jutge espanyol Juan del Olmo i el tancament del diari Egunkaria. Tres-cents guàrdies civils van assaltar les delegacions del diari a Bilbao, Pamplona i Vitòria i va requisar-ne documentació, ordinadors i programari, així com de les revistes Jakin i Argia. Vuit anys més tard, el 2010, l'Audiència Nacional de Madrid va reconèixer que tots els acusats eren innocents, criticant durament els diligències de la fiscalia i negant cap connexió amb ETA.
El 2006, la fundació va participar en la creació de la cadena de televisió Hamaika Telebista juntament amb Euskaltel, Berria, Gara, Deia i Asegarce. Nora, la primera revista basca de viatges, es va crear el 2008 en col·laboració amb el diari Berria. L'any 2011, juntament amb l'Associació d'Escoles del País Basc, es va fundar l'editorial Ikaselkar amb la finalitat de desenvolupar i socialitzar materials curriculars.
L'any 2017, la junta directiva d'Elkar va presentar als mitjans de comunicació la seva proposta que, en col·laboració amb les institucions, tenia com a objectiu posar en marxa noves polítiques culturals i omplir aquells àmbits on la cultura basca es trobava minoritzada: edició, desenvolupament pràctic del currículum basc, mitjans de comunicació, infraestructures i cinema. Fruit d'aquesta iniciativa es va produir la pel·lícula d'animació La Lur i l'Amets.